# Gomenella multipora
Gomenella multipora là một loài côn trùng cánh nửa trong họ Aleyrodidae, phân họ Aleyrodinae.
Gomenella multipora được Dumbleton miêu tả khoa học đầu tiên năm 1961.